# Neoarmaueria laticeps
Neoarmaueria laticeps är en djurart som tillhör fylumet slemmaskar, och som först beskrevs av Korotkevich 1955.  Neoarmaueria laticeps ingår i släktet Neoarmaueria och familjen Armaueriidae. Inga underarter finns listade i Catalogue of Life.